# 广域广播
广域广播（日语：／ Kōiki Hōsō）是日本基干广播的一种广播类别。

## 概况简介
根据《广播法施行规则》附表第五号第八条第2款之注解的定义，“为满足三个以上都府县合并区域所需要的广播”为“广域广播”。故在日本所述的“广域放送”指的是其广播对象地区覆盖三个及以上的都府县行政区。而依据《基干广播普及计划》的规定，日本目前的广域广播区域如下表。
| 关东广域区        | 茨城县、栃木县、群马县、埼玉县、千叶县、东京都、神奈川县                         |
| 中京广域区        | 岐阜县、爱知县、三重县                                                           |
| 近畿广域区        | 滋贺县、京都府、大阪府、兵库县、奈良县、和歌山县                                 |
| 东北广域区        | 青森县、岩手县、宫城县、秋田县、山形县、福岛县                                   |
| 关东·甲信越广域区 | 茨城县、栃木县、群马县、埼玉县、千叶县、东京都、神奈川县、新潟县、山梨县、长野县 |
| 东海·北陆广域区   | 富山县、石川县、福井县、岐阜县、静冈县、爱知县、三重县                           |
| 中国·四国广域区   | 鸟取县、岛根县、冈山县、广岛县、山口县、德岛县、香川县、爱媛县、高知县           |
| 九州·冲绳广域区   | 福冈县、佐贺县、长崎县、熊本县、大分县、宫崎县、鹿儿岛县、冲绳县                 |

但是在实际的无线基干广播中，调幅广播、调频广播、地面电视台，以及移动地上基干广播（多媒体广播）还要受到各自广播类别的具体规定。
除此之外，还有一些特殊案例并不被包含在广域广播内。例如：在调幅广播、调频广播和地面电视中，鸟取县和岛根县是合并覆盖的；在地面电视中，冈山县和香川县是合并覆盖的；在调幅广播中，京都府与滋贺县、长崎县和佐贺县都是分别合并覆盖的。上述案例由于只覆盖了两个都府县地区，因此归类在县域广播中。

## 主要业者

### 地面基干公共广播
| 广播机构     | 广播频道       | 广播地区                                                               | 负责台站        |
| ------------ | -------------- | ---------------------------------------------------------------------- | --------------- |
| 日本广播协会 | NHK广播第1频率 | 关东广域区（茨城县、栃木县、群马县、埼玉县、千叶县、东京都、神奈川县） | NHK广播电视中心 |
| 日本广播协会 | NHK广播第1频率 | 中京广域区（岐阜县、爱知县、三重县）                                   | NHK名古屋放送局 |
| 日本广播协会 | NHK广播第1频率 | 近畿广域区（滋贺县、京都府、大阪府、兵库县、奈良县、和歌山县）         | NHK大阪放送局   |
| 日本广播协会 | NHK综合频道    | 关东广域区（埼玉县、千叶县、东京都、神奈川县）                         | NHK广播电视中心 |
| 放送大学学园 | 放送大学广播   | 关东广域区                                                             | 转为BS卫星广播  |

### 地面基干商业广播
| 广域地区   | 广播类型 | 覆盖都府县                                               | 负责频道                                              |
| ---------- | -------- | -------------------------------------------------------- | ----------------------------------------------------- |
| 关东广域区 | 调幅广播 | 茨城县、栃木县、群马县、埼玉县、千叶县、东京都、神奈川县 | TBS电台 文化放送 日本放送                             |
| 关东广域区 | 地面电视 | 茨城县、栃木县、群马县、埼玉县、千叶县、东京都、神奈川县 | 日本电视台 朝日电视台 TBS电视台 东京电视台 富士电视台 |
| 中京广域区 | 调幅广播 | 岐阜县、爱知县、三重县                                   | CBC电台 东海广播电台                                  |
| 中京广域区 | 地面电视 | 岐阜县、爱知县、三重县                                   | 东海电视台 中京电视台 CBC电视台 名古屋电视台          |
| 近畿广域区 | 调幅广播 | 滋贺县、京都府、大阪府、兵库县、奈良县、和歌山县         | 每日放送 ABC電台 大阪放送                             |
| 近畿广域区 | 地面电视 | 滋贺县、京都府、大阪府、兵库县、奈良县、和歌山县         | 每日放送 ABC电视台 关西电视台 读卖电视台              |

注：粗体字所表示都府县在本行政区内亦有所属的县域广播业主。